# Палеоэнтомология
Палеоэнтомоло́гия — раздел палеонтологии, изучающий ископаемых насекомых. 
Палеоэнтомология изучает биологическое разнообразие насекомых и его изменение во времени и пространстве. Такое разнообразие устанавливается через морфологию, определение систематического состава и построение новых классификаций.

## История
Палеоэнтомология как наука зародилась более полутора веков назад. Но первые ископаемые насекомые были описаны уже во времена К. Линнея (первая статья с научным описанием ископаемых насекомых вышла через год после его смерти). Среди первых  палеоэнтомологов — С. Х. Скаддер (Samuel Hubbard Scudder, 1837—1911), А. Хандлирш (Anton Handlirsch, 1865—1935), Ф. М. Карпентер (Frank Morton Carpenter, 1902—1994). Крупными советскими палеоэнтомологами Андреем Васильевичем Мартыновым (1879—1938) и Борисом Борисовичем Родендорфом (1904—1977) была создана лаборатория членистоногих ПИН АН СССР (лаборатория артропод ПИН РАН), ставшая первой и крупнейшей в мире организацией подобного рода.
В настоящее время опубликовано около 10 000 палеоэнтомологических публикаций, в которых описано около 20 000 описанных валидных видов ископаемых насекомых.

## Конгрессы
International Palaeoentomological Congresses
- 1998 — Первый международный палеоэнтомологический конгресс (Москва)
- 2001 — Второй международный палеоэнтомологический конгресс (Краков)
- 2005 — Третий международный палеоэнтомологический конгресс (Претория, ЮАР)
- 2007 — Четвёртый международный палеоэнтомологический конгресс (Vitoria-Gasteiz, Испания)[2]
- 2010 — Пятый международный палеоэнтомологический конгресс (Пекин, Китай)

## Международные общества
- International Palaeoentomological Society Архивная копия от 14 сентября 2017 на Wayback Machine

## Известные специалисты
- Александр Павлович Расницын
- Фрэнк М. Карпентер
- Сэмюэль Хаббард Скаддер
- Дэвид Гримальди